# Eleonora Buratto
Eleonora Buratto (Mantova, 21 dicembre 1982) è un soprano italiano.

## Biografia
Conseguito il diploma presso il Conservatorio Lucio Campiani, successivamente ha frequentato la scuola di Luciano Pavarotti a Modena. Dal 2010 studia e si perfeziona col soprano Paola Leolini. Nel 2007 ha esordito come Musetta ne La bohème, vincendo il Concorso “Adriano Belli” del Teatro Lirico Sperimentale di Spoleto.
Diretta da Riccardo Muti, nel 2009 ha debuttato il ruolo di Creusa nel Demofoonte di Niccolò Jommelli al Festival di Salisburgo, Opèra Garnier e Ravenna Festival. Ancora sotto la direzione di Riccardo Muti, nel 2011, è stata Susanna ne I Due Figaro di Saverio Mercadante al Teatro Real di Madrid, a Salisburgo, al Ravenna Festival e al Teatro Colòn di Buenos Aires. Nel 2012 è stata Amelia nel Simon Boccanegra al Teatro dell’Opera di Roma, che nel 2014 ha portato al Tokyo Bunka Kaikan, con la direzione di Riccardo Muti. Nel 2013 ha interpretato Norina nel Don Pasquale al Teatro Real di Madrid e al Teatro dell'Opera di Roma.
Nel 2015 è stata Corinna ne Il viaggio a Reims all'Opera Nazionale Olandese, con la regia di Damiano Michieletto e la direzione di Stefano Montanari. Ha debuttato il ruolo di Liù nella Turandot al Teatro di San Carlo di Napoli, con la regia di Roberto De Simone e la direzione di Juraj Valčuha. E quindi il ruolo della Contessa d'Almaviva ne Le nozze di Figaro al Teatro dell'Opera di Roma, nella ripresa della regia di Giorgio Strehler. Ha quindi debuttato al Maggio Musicale Fiorentino nella Sinfonia n. 2 (Mahler) sotto la direzione di Daniele Gatti. È stata Alice nel Falstaff diretto da Riccardo Muti al Ravenna Festival e a Oviedo. E ancora è stata Adina ne L'elisir d'amore diretto da Fabio Luisi debuttando al Teatro alla Scala, e una versione televisiva della stessa opera è stata trasmessa da Rai 5, RSI e Arte dall'Aeroporto di MIlano Malpensa. Infine è stata Micaëla nella Carmen diretta da Zubin Mehta che ha inaugurato la stagione del Teatro di San Carlo di Napoli.
Nel 2016 è stata nuovamente la Contessa di Almaviva ne Le nozze di Figaro al Teatro dell'Opera di Amsterdam e nella tournée della Wiener Staatsoper Orchestra diretta da Riccardo Muti a Yokohama in Giappone. Quindi ha debuttato al Metropolitan Opera House di New York come Norina nel Don Pasquale, è stata ancora Alice nel Falstaff, in forma di concerto, diretto da Riccardo Muti all'Opera di Chicago e ha debuttato Mimì ne La bohème al Gran Teatre del Liceu di Barcellona. Nello stesso anno ha debuttato in duo con il pianista Nazzareno Carusi alla Wigmore Hall di Londra e quindi al Teatro Bibiena, nell'ambito delle celebrazioni di Mantova Capitale Italiana della Cultura 2016, con arie d'opera e romanze di Francesco Paolo Tosti e Franco Alfano.
Nel 2017 ha interpretato nuovamente la Contessa di Almaviva ne Le nozze di Figaro alla Wiener Staatsoper È stata Mimì ne La bohème all’Opernhaus Zürich e all'Opera Nazionale Olandese di Amsterdam; quindi Donna Anna nel Don Giovanni al Festival internazionale di arti liriche di Aix-en-Provence (nell'estate 2018 prevista all'Opéra national de Lyon) e Micaëla nella Carmen all'Opera di Chicago e al Teatro Real di Madrid (in ottobre). Nel corso della stagione sinfonica del Teatro di San Carlo di Napoli, sotto la direzione di Michele Mariotti, ha cantato infine per la prima volta i Vier letzte Lieder di Richard Strauss e nella Sinfonia n.4 (Mahler).
Nel 2018 debutta all’Arena di Verona nel ruolo della dolce schiava Liù, diretta da Daniel Oren. Proprio a lei sono stati indirizzati molti applausi e ovazioni dal pubblico specializzato dell’Arena. Nello stesso anno debutta anche alla Royal Opera House di Londra nel ruolo di Micaela e partecipa alle celebrazioni rossiniane cantando a Lussemburgo e Vienna nella Petite Messe Solennelle diretta da Gustavo Gimeno (nel 2019 è stato pubblicato da Pentatone il CD).
Nel 2019 canta in moltissimi teatri e stagioni sinfoniche: all’Accademia Nazionale di Santa Cecilia, al Teatro Massimo di Palermo, alla Wiener Staatsoper nel Simon Boccanegra con Plácido Domingo e Francesco Meli, e al Metropolitan Opera nel ruolo di Liù.
L’estate del 2020 inizia con il Requiem di Donizetti a Bergamo, in un concerto di commemorazione delle vittime della pandemia e trasmesso in diretta da Rai1. Partecipa poi al Festival dell’Arena di Verona nel Verdi Gala, Il cuore italiano della musica e il Puccini Gala. A settembre debutta al Festival Verdi in due occasioni: come Elvira nell'Ernani in forma di concerto diretto da Michele Mariotti e nel Requiem diretto da Roberto Abbado. Il 7 dicembre è tra i protagonisti di A riveder le stelle al Teatro alla Scala.
All'inizio del 2021 debutta come Fiordiligi al Teatro alla Scala e successivamente canta nel concerto diretto da Sesto Quatrini al Teatro Sociale della sua città d’origine Mantova, poi nei concerti con musiche di Rossini all’Accademia Nazionale di Santa Cecilia sotto la direzione di Antonio Pappano e nel Requiem di Verdi diretto da Daniele Gatti al Théâtre des Champs-Élyséese. A febbraio invece è al Teatro Massimo di Palermo come Elvira, e il mese successivo canta al Teatro Regio di Torino diretta da Riccardo Muti nel Così fan tutte (Fiordiligi) e nei Quattro pezzi sacri di Verdi. Nello stesso mese debutta come Desdemona nell'Otello di Verdi al Gran Teatre del Liceu di Barcelona sotto la direzione di Gustavo Dudamel. Nell’estate dello stesso anno debutta come Aida, sotto la direzione di Riccardo Muti, al Festival dell’Arena di Verona; come Anaï in Moïse et Pharaon al Rossini Opera Festival. Canta anche al Palau de les Arts Reina Sofía di Valencia nel Requiem di Verdi diretto da Daniele Gatti. A fine 2021 è Alice alla Wiener Staatsoper e Mimì, uno dei suoi ruoli distintivi, al Teatro Real di Madrid.
Nel marzo 2022 debutta come Madama Butterfly al Metropolitan Opera di New York. Poi canta ne La Bohème, ancora al Met e nel Falstaff alla Wiener Staatsoper e debutta come Desdemona nell'Otello rossiniano al Rossini Opera Festival, Anna Bolena al Palau de Les Arts di Valencia e Elisabetta di Valois in Don Carlo al Metropolitan. L’anno si chiude con il Don Carlo in Italia, al Teatro del Maggio, sotto la direzione di Daniele Gatti.
All’inizio del 2023 produce il primo Butterfly Gala, un concerto benefico tenuto al Teatro Pavarotti-Freni di Modena a favore della onlus Debra Südtirol – Alto Adige che assiste i cosiddetti ‘bambini farfalla’. Successivamente, accompagnata dal pianista Davide Cavalli, canta in un recital in memoria di Renata Tebaldi al Teatro Verdi di Busseto. Il primo debutto dell’anno arriva con la nuova produzione di Davide Livermore, Les contes d’Hoffmann al Teatro alla Scala, interpretando Antonia, poi torna al Metropolitan per La Bohème di Zeffirelli diretta da Yannick Nézet-Séguin. Nel mese di giugno fa il debutto europeo come Madama Butterfly all’Opera di Roma dopodiché cancella tutti i suoi impegni fino ad agosto 2024 per riposarsi. Torna in scena nella parte di Desdemona alla Bayerische Staatsoper e debutta come Suor Angelica alla Wiener Staatsoper e Maria Stuarda al Palau de Les Arts di Valencia. 
Inizia il suo 2024 come protagonista insieme al tenore Fabio Sartori del Concerto di Capodanno della Fenice di Venezia, canta come Amelia in Simon Boccanegra al Teatro alla Scala e debutta diTosca a Monaco di Baviera, Madama Butterfly all’Opéra National de Paris, nel concerto in mondovisione che apre l’Arena Festival 2024, nel concerto in mondovisione Puccini secondo Muti a Lucca e un Concerto di Belcanto al Rossini Opera Festival. A ottobre tiene la seconda edizione del Butterfly Gala al Teatro Sociale di Como con "Elio" come ospite speciale e Davide Cavalli al pianoforte. Lo stesso mese interpreta Tosca nell'omonima opera rappresentata in forma di concerto per l'inaugurazione della Stagione dei Concerti dell'Accademia Nazionale di Santa Cecilia di Roma, sotto la direzione dell'appena insediato direttore musicale Daniel Harding. Subito dopo inaugura la stagione del Teatro dell'Opera di Roma con Simon Boccanegra diretto da Michele Mariotti, il direttore musicale della Fondazione Capitolina.
Il suo 2025 inizia con Mimì (La bohème) al Metropolitan Opera e nel Requiem di Verdi alla Staatskapelle Dresden diretto da Daniele Gatti. Prossimamente è attesa come Madama Butterfly sotto la bacchetta di Kirill Petrenko sia in scena alla Osterfestspiele di Baden-Baden che in forma di concerto alla Philharmonie Berlin e nei debutti di Elisabetta (Roberto Devereux) al Palau de Les Arts e Leonora (Il Trovatore) al Royal Ballet and Opera di Londra.

## Impegno, moda e gioielli
È "Ambasciatrice nel mondo" di Sustinente. Nel 2016 è stata Ambasciatrice di Mantova Capitale Italiana della Cultura. È stata testimonial per l'iniziativa "Cult City Lombardia", sempre per la sua città.
Dal 2015 è testimonial di "Debra Südtirol - Alto Adige", l'associazione che si impegna a favore degli ammalati di Epidermolisi bollosa.
A fine dicembre 2022 lancia il suo primo profumo, Butterfly, dichiarando che è un “omaggio alle eroine che interpreto in scena. Mi sono ispirata a una donna dolce come le note della rosa e del mughetto, un po’ frizzante come quelle della zagara e del pompelmo”. Il profumo “Butterfly” è in vendita sul sito e presso il Museo Renata Tebaldi di Busseto.
È "Friend of Cartier" e indossa gli abiti di Chiara Boni, Marina Rinaldi, Martino Midali e Dolce&Gabbana nelle grandi occasioni.
È Ambassador globale di Tebaldi100.

## Riconoscimenti
Il 5 maggio 2022 le viene conferito, in qualità di miglior cantante, il prestigioso premio della critica musicale italiana e internazionale “Franco Abbiati”.
L'8 gennaio 2023, durante il primo intervallo del Don Carlo al Teatro del Maggio, riceve il Pesaro Music Award nell''edizione speciale dedicata a Renata Tebaldi (2022).
Il 2 giugno 2023 canta l’Inno d’Italia, accompagnata dalla Banda Interforze, in occasione del 77º anniversario della Festa della Repubblica. L'artista è stata insignita del diploma di Cavaliere dell’Ordine al Merito della Repubblica Italiana per mano del Ministro della Difesa Guido Crosetto dopo la sfilata ai Fori imperiali.
Il 2 dicembre 2024 è stata  insignita del Premio Speciale Virna Lisi – Opera di Roma per il suo "prezioso contributo alla musica lirica".

## Repertorio
| Ruolo                       | Titolo                  | Autore     |
| --------------------------- | ----------------------- | ---------- |
| Micaëla                     | Carmen                  | Bizet      |
| Glauce                      | Medea                   | Cherubini  |
| Adina                       | L'elisir d'amore        | Donizetti  |
| Anna Bolena                 | Anna Bolena             | Donizetti  |
| Maria Stuarda               | Maria Stuarda           | Donizetti  |
| Norina                      | Don Pasquale            | Donizetti  |
| Euridice                    | Orfeo ed Euridice       | Gluck      |
| Cleopatra                   | Giulio Cesare in Egitto | Händel     |
| Creusa                      | Demofoonte              | Jommelli   |
| Crobyle                     | Thaïs                   | Massenet   |
| Susanna                     | I due Figaro            | Mercadante |
| Elettra                     | Idomeneo                | Mozart     |
| Contessa d'Almaviva Susanna | Le nozze di Figaro      | Mozart     |
| Donna Anna                  | Don Giovanni            | Mozart     |
| Fiordiligi                  | Così fan tutte          | Mozart     |
| Mimì Musetta                | La bohème               | Puccini    |
| Cio-Cio-San                 | Madama Butterfly        | Puccini    |
| Suor Angelica               | Suor Angelica           | Puccini    |
| Tosca                       | Tosca                   | Puccini    |
| Liù                         | Turandot                | Puccini    |
| Sofia                       | Il signor Bruschino     | Rossini    |
| Desdemona                   | Otello                  | Rossini    |
| Corinna                     | Il viaggio a Reims      | Rossini    |
| Anaï                        | Moïse et Pharaon        | Rossini    |
| Echo                        | Ariadne auf Naxos       | Strauss    |
| Elvira                      | Ernani                  | Verdi      |
| Luisa                       | Luisa Miller            | Verdi      |
| Amelia                      | Simon Boccanegra        | Verdi      |
| Elisabetta di Valois        | Don Carlo               | Verdi      |
| Aida Sacerdotessa           | Aida                    | Verdi      |
| Desdemona                   | Otello                  | Verdi      |
| Mrs Alice Ford Nannetta     | Falstaff                | Verdi      |

| Titolo                  | Autore    |
| ----------------------- | --------- |
| Messa da Requiem        | Donizetti |
| Sinfonia n.2            | Mahler    |
| Sinfonia n.4            | Mahler    |
| Petite Messe Solennelle | Rossini   |
| Messa di Gloria         | Rossini   |
| Stabat Mater            | Rossini   |
| Vier letzte Lieder      | Strauss   |
| Messa da Requiem        | Verdi     |
| Quattro pezzi sacri     | Verdi     |

## Discografia
| Anno | Titolo Ruolo                               | Cast | Direttore       | Etichetta       |
| 2011 | I due Figaro Susanna                       | Antonio Poli, Asude Karayavuz, Eleonora Buratto, Rosa Feola, Annalisa Stroppa, Mario Cassi, Anicio Zorzi Giustiniani, Omar Montanari                                | Riccardo Muti   | Ducale          |
| 2013 | Falstaff Nannetta                          | Ambrogio Maestri, Luca Casalin, Elisabeth Kulman, Fiorenza Cedolins, Gianluca Sorrentino, Eleonora Buratto, Javier Camarena, Massimo Cavalletti, Stephanie Houtzeel | Zubin Mehta     | Unitel Classica |
| 2015 | Aida La Sacerdotessa                       | Anja Harteros, Jonas Kaufmann, Ekaterina Semenchuk, Ludovic Tézier, Erwin Schrott, Marco Spotti, Paolo Fanale, Eleonora Buratto                                     | Antonio Pappano | Warner          |
| 2019 | Petite Messe Solennelle                    | Eleonora Buratto, Sara Mingardo, Kenneth Tarver, Luca Pisaroni | Gustavo Gimeno  | Pentatone       |
| 2020 | Idomeneo Elettra                           | Eric Cutler, David Portillo, Eleonora Buratto, Anett Fritsch, Benjamin Hulett, Oliver Johnston, Alexander Tsymbalyuk                                                | Ivor Bolton     | Opus Arte       |
| 2020 | Le nozze di Figaro La Contessa di Almaviva | Stéphane Degout, Eleonora Buratto, Christiane Karg, Alex Esposito, Mariane Crebassa                                                                                 | Ivor Bolton     | Arthaus Musik   |
| 2021 | Verdi: Messa da Requiem                    | Eleonora Buratto, Anita Rachvelishvili, Giorgio Berrugi, Roberto Tagliavini                                                                                         | Roberto Abbado  | Dynamic         |
| 2022 | Rossini: Messa di Gloria                   | Eleonora Buratto, Teresa Iervolino, Carlo Lepore, Lawrence Brownlee, Michael Spyres                                                                                 | Antonio Pappano | Warner Classics |